# Metzger
- J.Metzg. - Jean Metzger fl. 1990
- Metzg. - Johann Metzger 1789-1852

Metzger es un lugar designado por el censo ubicado en el condado de Washington en el estado estadounidense de Oregón. En el año 2000 tenía una población de 3,354 habitantes y una densidad poblacional de 1,759.1 personas por km².

## Geografía
Metzger se encuentra ubicado en las coordenadas 45°26′53″N 122°45′37″O / 45.44806, -122.76028.

## Demografía
Según la Oficina del Censo en 2000 los ingresos medios por hogar en la localidad eran de $41,361, y los ingresos medios por familia eran $57,159. Los hombres tenían unos ingresos medios de $40,139 frente a los $28,023 para las mujeres. La renta per cápita para la localidad era de $24,121. Alrededor del 7% de la población estaban por debajo del umbral de pobreza.

## Localidades adyacentes
Diagrama de las localidades a un radio de 16 km a la redonda de Metzger. 